# Bandiera di Zhengxiangbai
La bandiera di Zhengxiangbai (正镶白旗S, Zhèngxiāngbái QíP) è una bandiera della Cina, situata nella regione autonoma della Mongolia Interna e amministrata dalla lega di Xilin Gol.